# Miguel Tacón y Rosique
Miguel Tacón y Rosique   (Cartagena, 10 de gener de 1775 - Madrid, 12 d'octubre de 1855) primer marquès d'Unió de Cuba, (després elevat a ducat), duc de la Unión de Cuba va ser un noble, marí i militar espanyol, tinent general de la Reial Armada, Mariscal de Camp de l'Exèrcit de Terra i I Duc de la Unió de Cuba.

## Vida
En el mes d'octubre de 1789 ingressà com a guàrdiamarina en la companyia del departament de Cartagena. Abandona l'acadèmia amb el grau d'alferes de fragata, el 5 de setembre de 1791, embarcant-se pels caps de Santa María i San Vicente, punts de recalada obligats pels bucs provinents d'Amèrica. El 22 de novembre de 1794, se li va ascendir al grau d'alferes de navili, amb el qual va prosseguir com a oficial subordinat, en creuers i comissions, sobretot l'aigües de la Península.
Després de llargues navegacions pel Mediterrani, el 5 d'octubre de l'any de 1802, se li va ascendir al grau de tinent de fragata, va participar en el combat sobre la defensa d'Orà embarcat en el jabeque Lebrel, passant posteriorment ja com a comandant de la goleta Fúria, a ser part integrant de les forces sobre el gran bloqueig de Gibraltar. Va participar en el desastrós combat de Trafalgar, pel seu valor reconegut, se li van atorgar els galons de tinent de navili en 1806.
Va passar destinat a les forces que es dedicaven a fer el cors contra els algerians i els britànics, amb el que va tornar a demostrar els seus dots de comandament i el seu valor personal. Estant al comandament del bergantí Vigilante, per una desgraciada maniobra, va sofrir un abordatge amb el navili de línia San Carlos, patint una forta contusió en el tòrax. En recuperar-se d'aquesta lesió, se li va destinar a l'exèrcit com a capità d'infanteria, però amb el grau interí i responsabilitats de tinent coronel.
En 1810 se'l va nomenar governador militar i polític de Popayán, a Colòmbia, on per aquells dies es va produir l'aixecament contra la Corona. Davant la falta d'efectius i ajuda de la metròpoli, els insurrectes van aconseguir anar guanyant el terreny. En 1811, ja derrotat pels colombians, es va haver de refugiar a la ciutat de Lima, on va arribar amb tan sol vint-i-cinc homes. Va romandre en aquelles terres, prestant els seus serveis al Perú, fins que li va arribar la notícia del seu ascens a mariscal de camp, en 1819, i amb això el retorn a Espanya, doncs el virrei Joaquín de la Pezuela volia comunicar l'estat d'aquelles terres al Govern, la seva falta de mitjans de totes classes per poder mantenir el seu domini, ja que començava en elles la revolució independentista.
El Govern el va nomenar Governador de la ciutat de Màlaga, on va romandre poc temps, doncs se li va ordenar a passar amb el mateix càrrec a la ciutat de Sevilla, en 1823. Va romandre en aquesta ciutat fins a 1834, en què se'l va ascendir a tinent general i se'l va nomenar governador de Cuba, on va arribar i va prendre el comandament el 7 de juny de 1834.
El bon govern de l'illa en matèries quotidianes i d'obres públiques, sobretot en l'Havana, va estar aombrat pels seus actes despòtics i el seu foment del comerç de esclaus. De 1847 a 1854 fou nomenat Capità general de les Illes Balears. En 1852, durant el regnat d'Isabel II, va ser nomenat senador